# Аль-Сид ульд Адді
Аль-Сид (Сіїд, Сійєд) ульд Адді ібн Ахмед ібн Даман (араб. السيد بن هدي بن أحمد بن دامان; д/н — 1684) — 2-й емір Трарзи в 1668—1684 роках.

## Життєпис
Походив з династії ульд-ахмед ібн даман арабського клану трарза (мгафра) племені бану-хасан. Син еміра Адді ульд Ахмеда. Ймовірно 1668 року став співправителем батька. З 1672 року очолював усі військові кампанії проти імамів Держави зуайя (Віна Бабби — Шерр Баббах).
1674 року завдав поразки в битві біля Амодера військам імама Агди аль-Мухтара, а потім того року біля Агни зовсім знищив армію зуайя, а самого імама стратив. Водночас фактично перебрав владу в еміраті. Наказав конфіскувати майно зуайя, відправив найбільш здібних вчителями до шейхів трарзи, заборонивши участь у державних справах. У свою чергу перетворив шейхів бану-хасан на знать нової держави.
Розбудовував Порт Адді (Портендік) для торгівлі з португальцями, що стали першими торгівельними партнерами емірату. Водночас надав дозвіл бранденбурзьким купцям торгувати на о. Аргуїн.
Помер Аль-Сид від якоїсь хвороби після повернення з атлантичного узбережжя 1684 року, через місяць після смерті батька. Йому спадкував брат Амар I.